# 1968年夏季残疾人奥林匹克运动会瑞士代表团
1968年夏季残疾人奥林匹克运动会瑞士代表团是瑞士派出的1968年夏季残疾人奥林匹克运动会代表团。获得2枚银牌和6枚铜牌。